# Ahoj, nebe!
Ahoj, nebe! je československý animovaný televizní seriál z roku 1987 vysílaný v rámci Večerníčku. Bylo natočeno celkem 7 epizod.

## Seznam dílů
1. Jak Danila způsobila tátovi a mámě velké trápení
2. Jak Danila stříbrně čarovala
3. Jak Danila našla novou kamarádku
4. Jak Danila s Alenkou tančily na plese
5. Jak Alenka vzala Danilu do školy
6. Jak Danila našla tatínka
7. Jak se Danila vrátila domů